# Ian McColl
John McColl, noto come Ian McColl (Alexandria, 7 giugno 1927 – Glasgow, 25 ottobre 2008), è stato un allenatore di calcio e calciatore scozzese, di ruolo difensore.

## Carriera
Nell'estate 1967 allenò il Sunderland che disputò il campionato nordamericano organizzato dalla United Soccer Association: accadde infatti che tale campionato fu disputato da formazioni europee e sudamericane per conto delle franchigie ufficialmente iscritte al campionato, che per ragioni di tempo non avevano potuto allestire le proprie squadre. Il Sunderland rappresentò i Vancouver Royal Canadians, che conclusero la Western Division al quinto posto finale.

## Palmarès

### Giocatore

#### Competizioni nazionali
- Campionato scozzese: 7

Rangers: 1946-1947, 1948-1949, 1949-1950, 1952-1953, 1955-1956, 1956-1957, 1958-1959
- Coppa di Scozia: 5

Rangers: 1947-1948, 1948-1949, 1949-1950, 1952-1953, 1959-1960
- Coppa di Lega scozzese: 2

Rangers: 1946-1947, 1948-1949